# 拉烏尼翁省 (秘魯)
拉烏尼翁省（西班牙語：Provincia de La Unión），是秘魯的省份，位於該國南部阿雷基帕大區，首府是科塔瓦西，面積4,746平方公里，海拔高度2,388米，2007年人口15,662，人口密度每平方公里3.3人。